# Ford I4 DOHC
Ford I4 DOHC — серия рядных четырёхцилиндровых двигателей внутреннего сгорания с двумя верхними распредвалами, производившихся компанией Ford Motor Company с 1989 по 2006 год.

## Технические характеристики
- Объём: 2,0—2,5 л (1998—2500 см3)[3]
- Диаметр цилиндра и ход поршня: 86 мм
- Степень сжатия: 10,3:1 (позднее 9,8:1)
- Клапанов на цилиндры: 8—16
- Подшипников коленчатого вала: 5

## Восьмиклапанные двигатели

### N8A
- Топливная система: карбюратор
- Мощность: 80 кВт (107 л. с.) при 5600 об/мин
- Крутящий момент: 180 Н⋅м при 3000 об/мин
- Красная зона: 6050 об/мин

### N9A
- Топливная система: инжектор
- Мощность: 92 кВт (123 л. с.) при 5500 об/мин
- Крутящий момент: 174 Н⋅м при 2500 об/мин
- Красная зона: 5950 об/мин[4]

### N9C / N9E / NSE / N9D
- Топливная система: инжектор
- Мощность: 88 кВт (118 л. с.) при 5500 об/мин
- Крутящий момент: 171 Н⋅м при 2500 об/мин
- Красная зона: 5950 об/мин

## Шестнадцатиклапанные двигатели

### N7A
- Объём: 2,0 л (1998 см3)
- Диаметр цилиндра и ход поршня: 86 мм
- Степень сжатия: 10,3:1
- Клапанный механизм: DOHC
- Мощность: 112 кВт (150 л. с.) при 6300 об/мин
- Крутящий момент: 190 Н⋅м при 4500 об/мин

### N3A
- Объём: 2,0 л (1998 см3)
- Диаметр цилиндра и ход поршня: 86 мм
- Степень сжатия: 9,8:1
- Клапанный механизм: DOHC
- Мощность: 101 кВт (136 л. с.) при 6300 об/мин
- Крутящий момент: 175 Н⋅м при 4200 об/мин

### Y5A / Y5B
- Объём: 2,3—2,5 л (2295—2500 см3)
- Диаметр цилиндра и ход поршня: 89,6 мм × 91 мм
- Степень сжатия: 10,0:1
- Клапанный механизм: DOHC
- Мощность: 108 кВт (145 л. с.) при 5600 об/мин
- Крутящий момент: 210 Н⋅м при 4500 об/мин

## Галерея

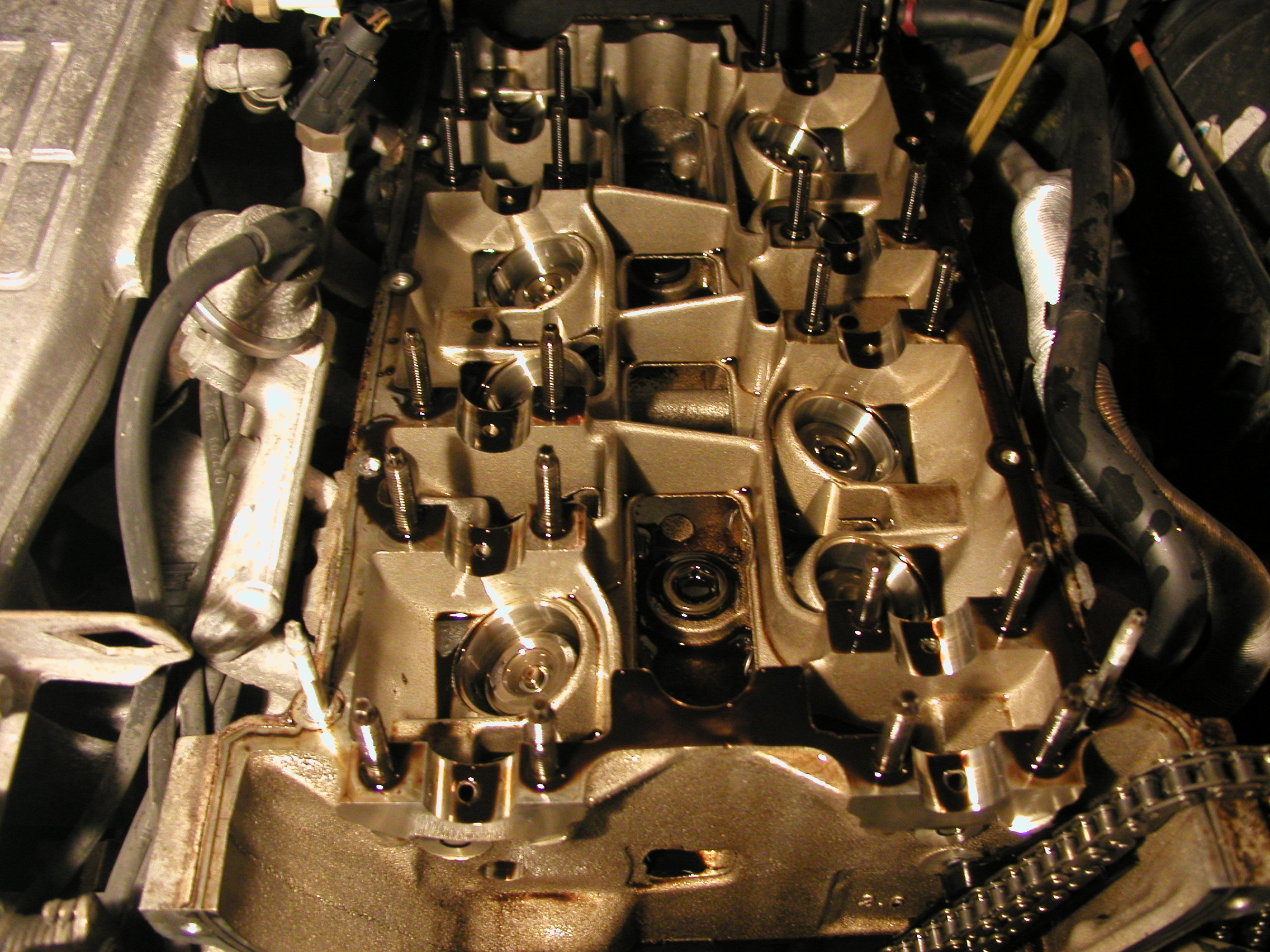
Головка блока цилиндров без кулачкового привода или подъёмников клапанов
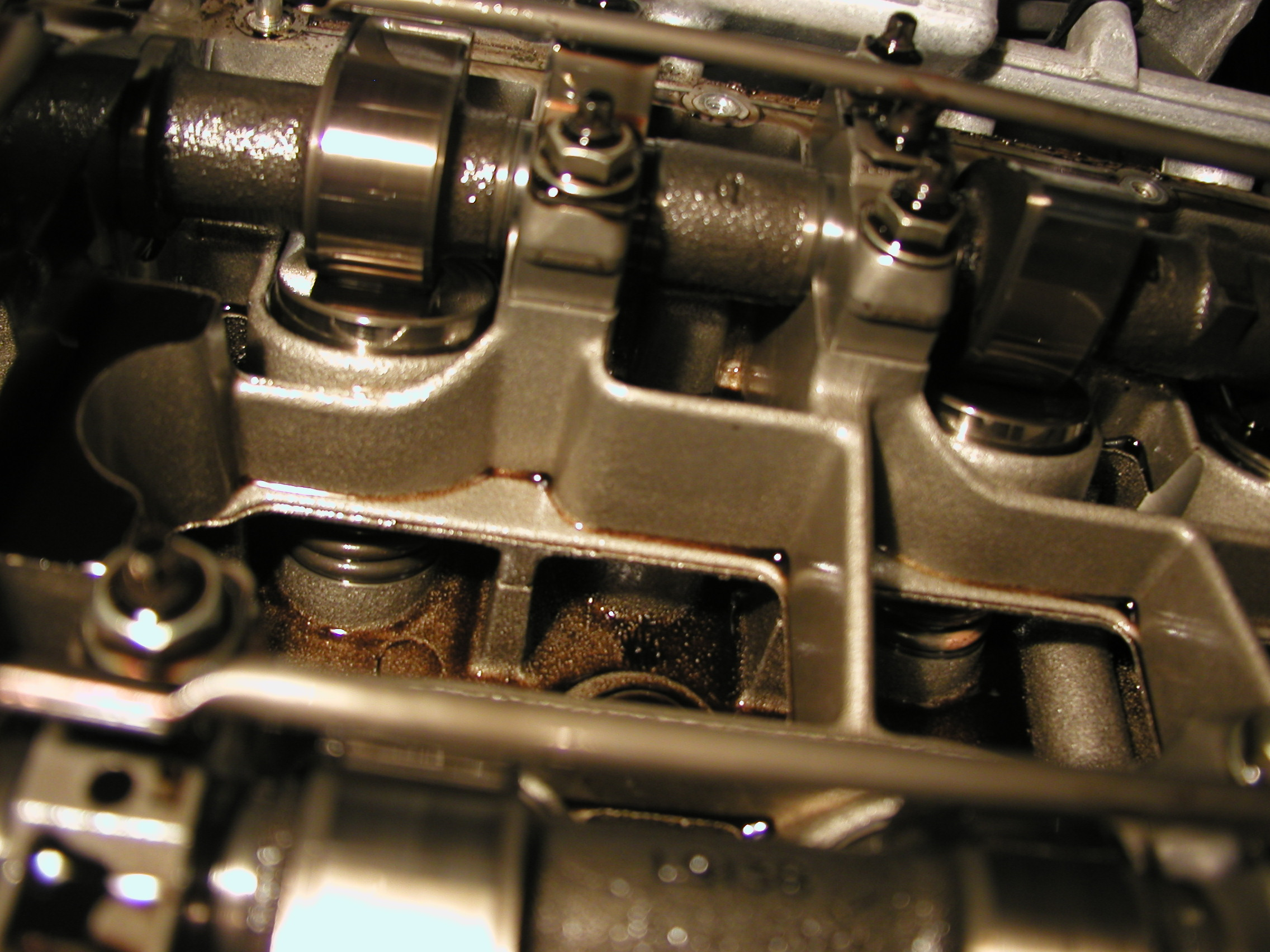
Кулачковый привод и подъёмник клапанов
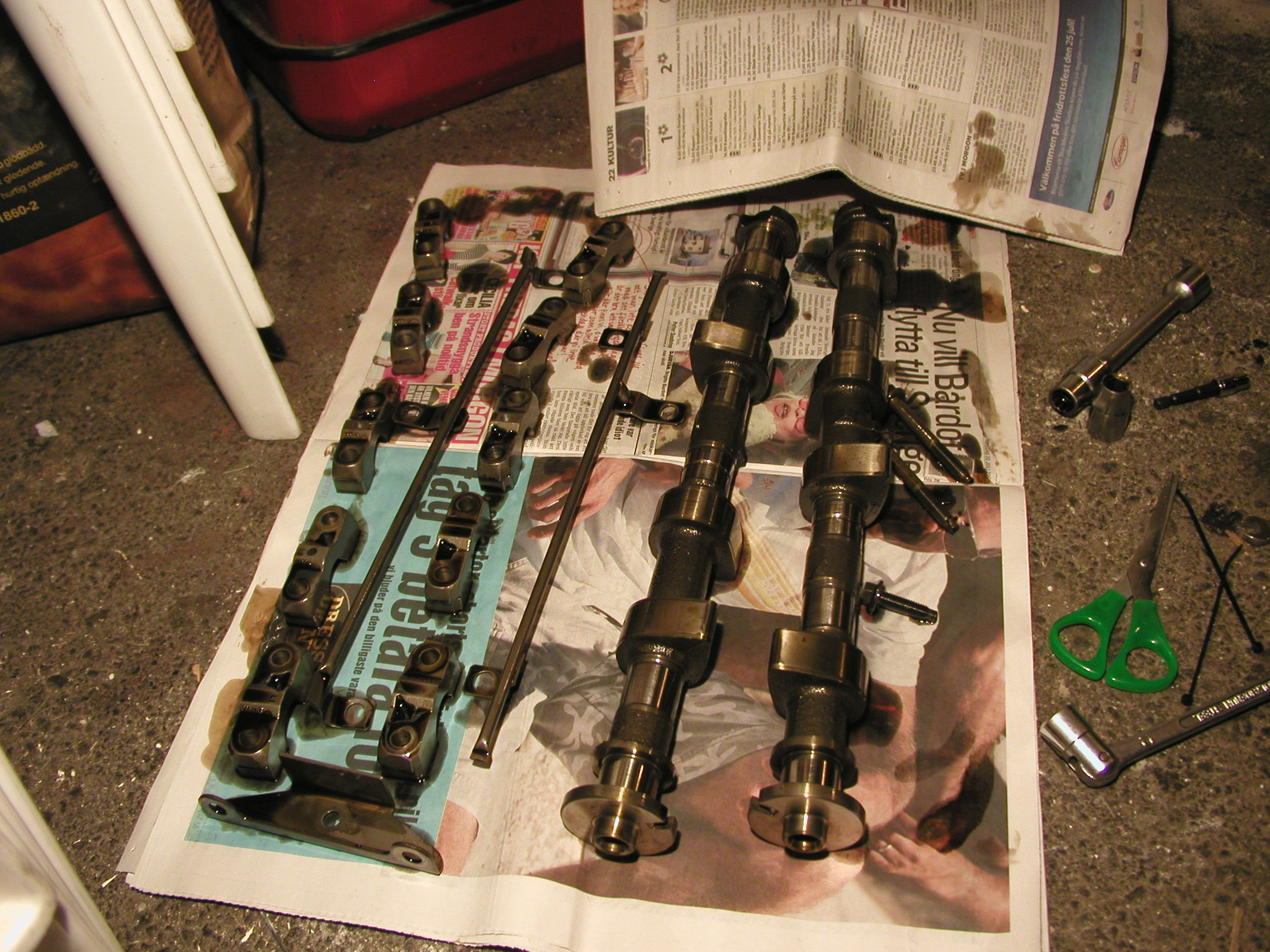
Распредвалы
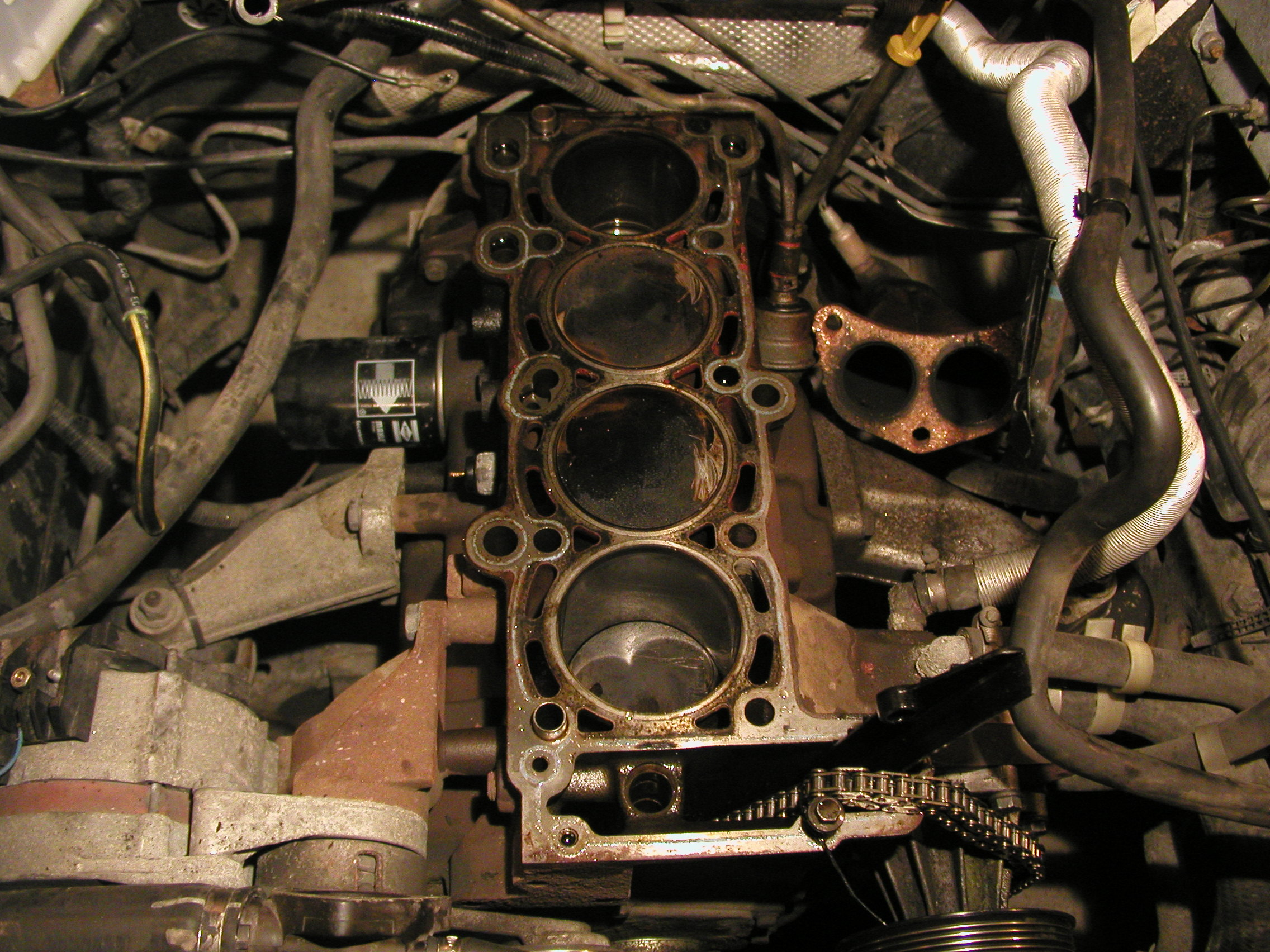
Блок цилиндров со снятой головкой
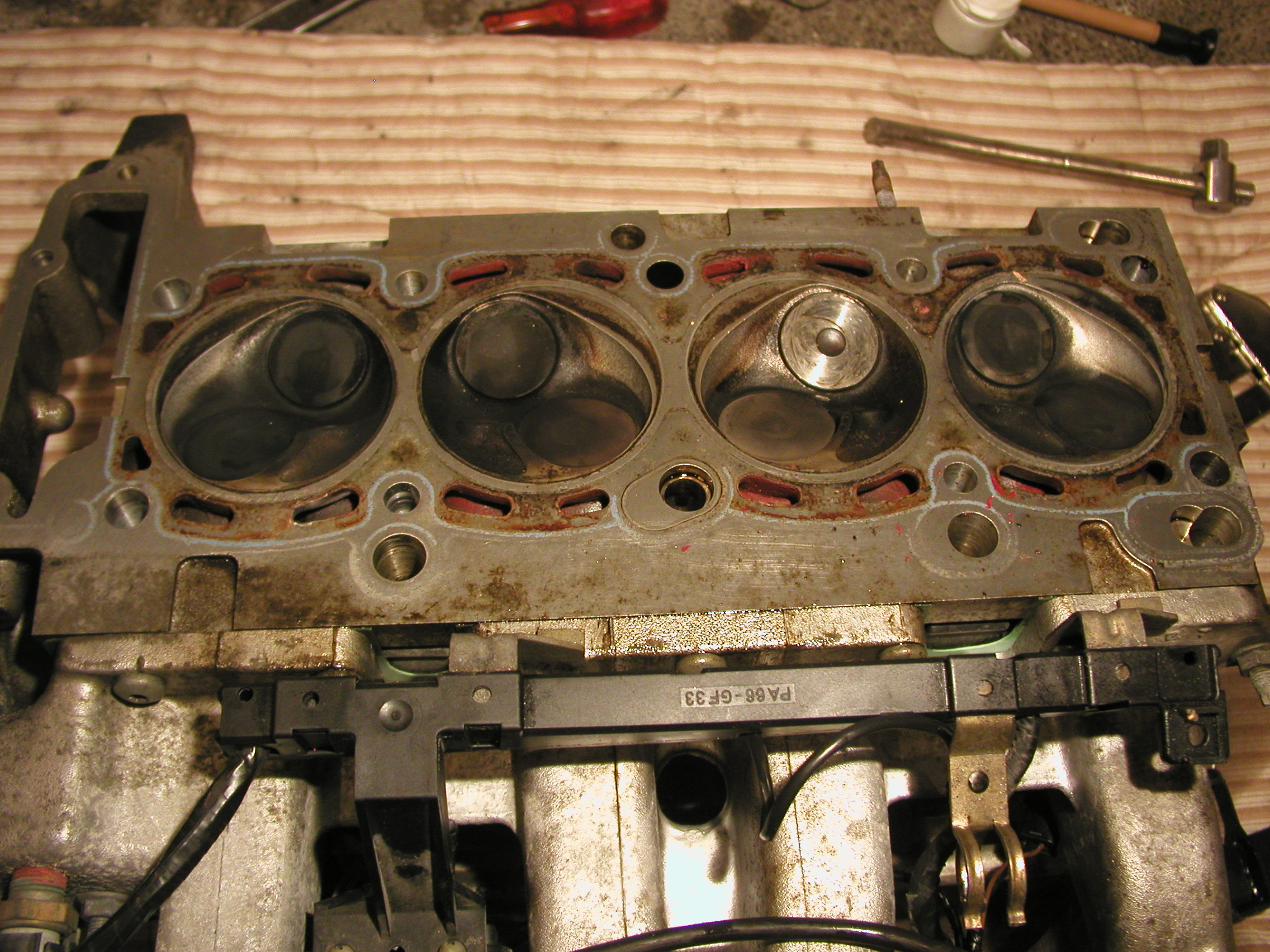
Головка блока цилиндров